# 59 Times the Pain
59 Times the Pain est un groupe de punk hardcore suédois, originaire de Fagersta. Il est formé en 1992, et dissous en 2002.

## Biographie
Le groupe est formé en 1992 à Fagersta, en Suède, par Magnus Larnhed (voix, guitare), Michael Conradsson (basse), Toni Virtanen (batterie) et Kai Kalliomäki (guitare). Kalliomäki quitte le groupe dès les débuts, et est remplacé par Niklas Lundgren. Le nom du groupe s'inspire du titre homonyme du groupe punk américain Hüsker Dü. Leur première démo, intitulée Feeling Down, attire l'attention du label Burning Heart Records et, en 1993, les membres du groupe signent un contrat avec ce label. L'année suivante, ils enregistrent leur premier album studio, intitulé Blind, Anger and Hate.
En mars 1995, le groupe commence à enregistrer l'album More Out of Today. Le succès de cet album apporte la célébrité au groupe. En septembre 1996, le groupe enregistre Twenty Percent of My Hand, l'album aux sonorités les plus hardcore du groupe. Il est publié le 8 juillet 1997 au label Heartcore Records. Leur troisième album studio, End of the Millennium, est publié en décembre 1999, et bientôt suivi de leur dernier album, Calling the Public, qui sort en 2000. Le groupe sort quelques chansons dans des compilations, puis est dissous en 2002.
Après sa séparation, le groupe se réunit exclusivement pour un dernier concert au Groezrock en 2008.

## Discographie

### Albums studio
- 1995 : More Out of Today
- 1996 : Twenty Percent of My Hand
- 1999 : End of the Millennium
- 2000 : Calling the Public

### Démos
- 1994 : Blind, Anger and Hate

### Compilations
- 1995 : Even More Out of Today
- 1998 : Music for Hardcorepunx
- 1999 : Turn at 25th
- 1999 : Punk-O-Rama Vol. 4
- 1999 : Short Music for Short People

## Membres

### Derniers membres
- Magnus Larnhed - chant, guitare
- Niklas Lundgren - guitare
- Toni Virtanen - batterie
- Michael Conradsson - basse

### Anciens membres
- Kai Kalliomäki - guitare